# Johan Fredrik Nortman
Johan Fredrik Nortman, född 1730, död 1810, var en svensk borgmästare, riksdagsledamot och politiker.

## Biografi
Johan Fredrik Nortman föddes 1730. Han blev 1750 student vid Uppsala universitet. Nortman blev 1768 borgmästare i Umeå. Han avled 1810.
Nortman var riksdagsledamot för borgarståndet i Umeå vid riksdagen 1769–1770 och riksdagen 1778–1779.
Nortman gifte sig 1770 med Elisabet Dahlström.